# Лаповок Яків Семенович
Яків Семенович Лаповок (нар. 16 серпня 1931, Ленінград, РРФСР — пом. 31 травня 2014, Санкт-Петербург, Росія) — радянський і російський фахівець в області радіоелектроніки, кандидат технічних наук (1966), радіоаматор-короткохвильовик. Відомий як конструктор і популяризатор техніки для аматорського радіозв'язку, автор першої в СРСР опублікованої конструкції аматорського короткохвильового трансивера (1964).

## Біографія
В 1954 закінчив Ленінградський електротехнічний інститут. З 1958 працював в ОКБ і НДІ радіоелектроніки (НВО «Ленінець»), брав участь у розробці радіоелектронної апаратури протичовнових і протикорабельних комплексів.
Радіоаматорством займався з 16 років; короткохвильовим зв'язком зацікавився в 1948. Свій беззмінний позивний UA1FA отримав у 1950. У Ленінградському радіоклубі познайомився з Г. М. Джунковським і в співавторстві з ним створив багато своїх конструкцій.
З 1995 — віце-президент Товариства радіоаматорів Росії, з 1992 — Президент Асоціації любителів радіозв'язку Санкт-Петербурга і Ленінградської області. Почесний радист РРФСР (1965).